# XANO明朝
XANO明朝（かくちょうアノみんちょう、エクスアノみんちょう〔正しい読みは未決定〕）は、内田明によって公開されている、JIS X 0213に対応した明朝体の自由なフォントである。以前はKandataや拡張ワタナベワダケン明朝フォントというフォント名で公開されていた。
渡邊フォントと和田研フォントを基にしており、TrueTypeフォントとOpenTypeフォントの2種類で公開されている。
JIS X 0213に対応する形式として、内部をShift_JIS-2004形式でマッピングしたフォントと、Unicodeのマッピングをしたフォントの2種類が公開されている。
渡邊フォントが商用フォントを基に作成されたため、不正競争防止法の問題により公開が停止されたが、内田明と、日立製作所、タイプバンクとの間でライセンスが締結され、フリーフォントとして公開が続けられることとなった。

## JIS X 0213のフォント
JIS X 0213が制定された2000年当時。JIS X 0213に対応したフォント環境がなかった。
また、制定時にはJIS X 0213の一部の文字がUnicodeに未登録であり、それらの文字を通常のTrueType形式のフォントで実装するのは難しかった。
一方でJIS X 0213にはShift_JISX0213という符号化方法（JIS X 0213:2004におけるShift_JIS-2004）が参考として定義されており、その符号化方法を使えばTrueTypeフォントとして実装できた。
Windows 95 やWindows 98 などで、Shift_JISX0213の符号化をしたフォントは、当時の主流であった非Unicodeのアプリケーションでは普通に使用できた。
一方で、Unicodeをベースとした Windows NT系OSでは通常のままではShift_JISX0213符号化されたフォントをインストールしてもJIS X 0213で規定されたすべての文字を見ることはできない。しかし、イオが作成した「Windows 9x/NT を JIS X 0213 対応にするパッチ」でOSのNLSを書き換えれば表示できるようになった。
UnicodeでJIS X 0213で定義されたすべての文字を表現できるということになり（一部の文字は合字で表現する） 、Unicodeですべて扱えるようになった、一部の文字が16ビットを超える領域に定義されたことと、合成しないと表現できない文字があったことにより、OSなどの制約により通常のUnicodeのフォントでも表現が困難であった。
その後OS等が改良され、JIS X 0213のすべての文字が表現できるようになった頃、2chのDTP・印刷板の【フォントを】フォント作成質問スレッド【作る】スレの505によって、Shift_JISX0213形式のフォントをUnicode形式のTrueTypeフォントに変換するツールが作成され、現在ではXANO明朝をそのツールで変換されたフォントも公開されている。